# Dafydd ap Gwilym

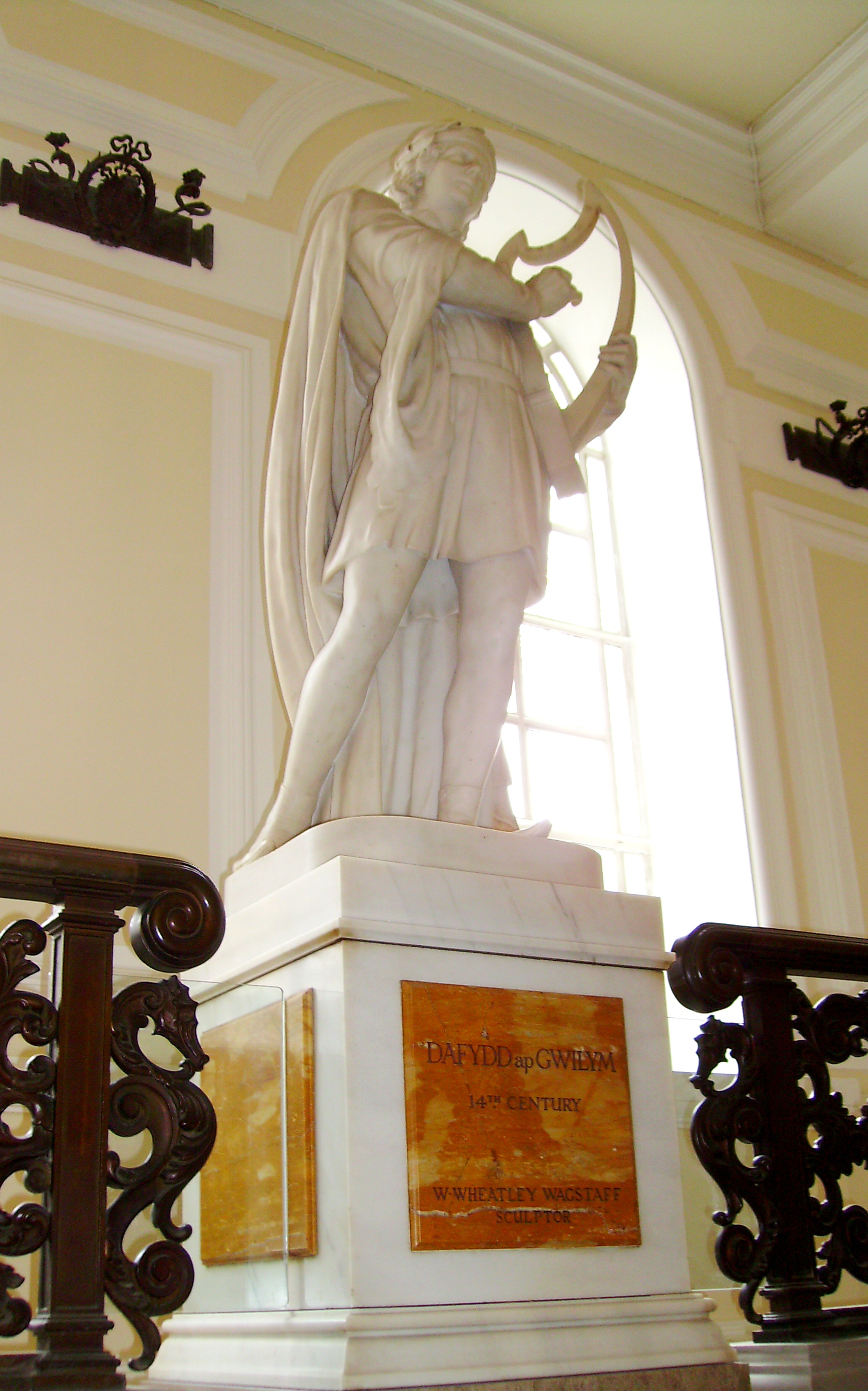
Een beeld voorstellende Dafydd ap Gwilym in het stadhuis van Cardiff.

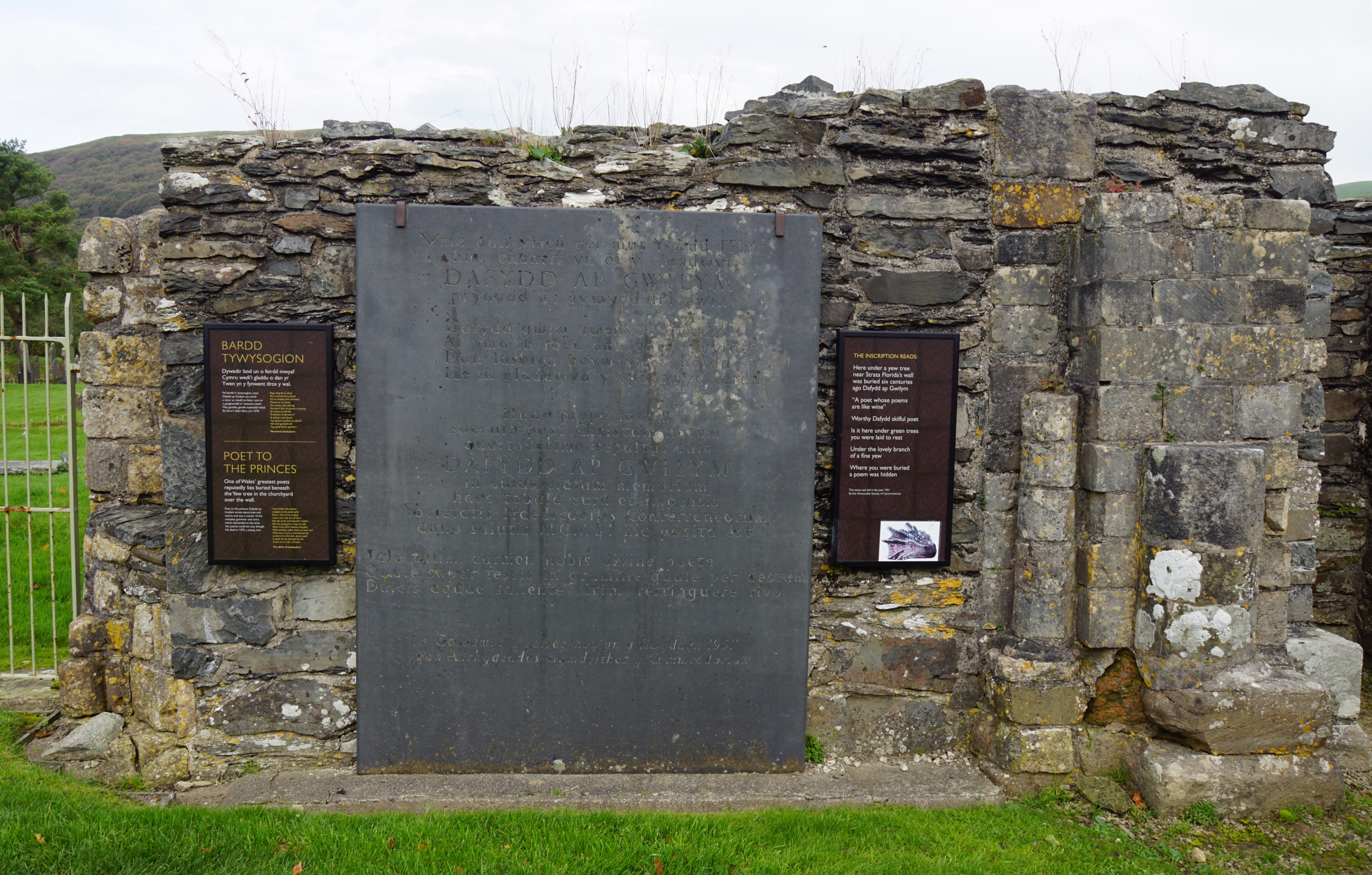
Monument ter herinnering aan Dafydd ap Gwilym in de ruïne van Strata Florida Abbey.

Dafydd ap Gwilym (Ceredigion, circa 1315 - 1350) wordt gezien als de belangrijkste Welshe dichter van de middeleeuwen.
Dafydd ap Gwilym was dichter aan het hof van de prinsen van Deuberath. Hij dichtte over liefde en de natuur. Hij was een meester van de complexe grammatica en van het strikte metrum van zijn tijd. Over Strata Florida Abbey schreef hij het gedicht Mis Mai a Mis Tachwedd (Mei en november).
Zijn vriend, de dichter Gruffud Gryg (circa 1310-circa 1380) maakte een gedicht over hem, dat aangaf dat Dafydd ap Gwilym begraven zou zijn onder een venijnboom bij de muur van de Strata Florida Abbey. Het heet dan ook I'r ywen uwchben bedd Dafydd ap Gwilym (Aan de venijnboom boven het graf van Dafydd ap Gwilym).
In 1951 werd er door de Honourable Society of Cymmrodorion een herdenkingssteen geplaatst in het noordelijk transept van Strata Florida Abbey.
- Bibsys: 90254860
- Bibliothèque nationale de France: cb120031322 (data)
- Gemeinsame Normdatei: 119420139
- International Standard Name Identifier: 0000 0000 6299 1058
- Library of Congress Control Number: n79089393
- Nationale bibliotheek van Australië: 35032968
- Nationale Bibliotheek van Israël: 987007321899905171
- Nederlandse Thesaurus van Auteursnamen: 072240547
- Réseau des bibliothèques de Suisse occidentale: 02-A024772292
- Système universitaire de documentation: 028137000
- Trove: 805583
- Virtual International Authority File: 27075186